# Sour mash
Pour les articles homonymes, voir Sour (homonymie).

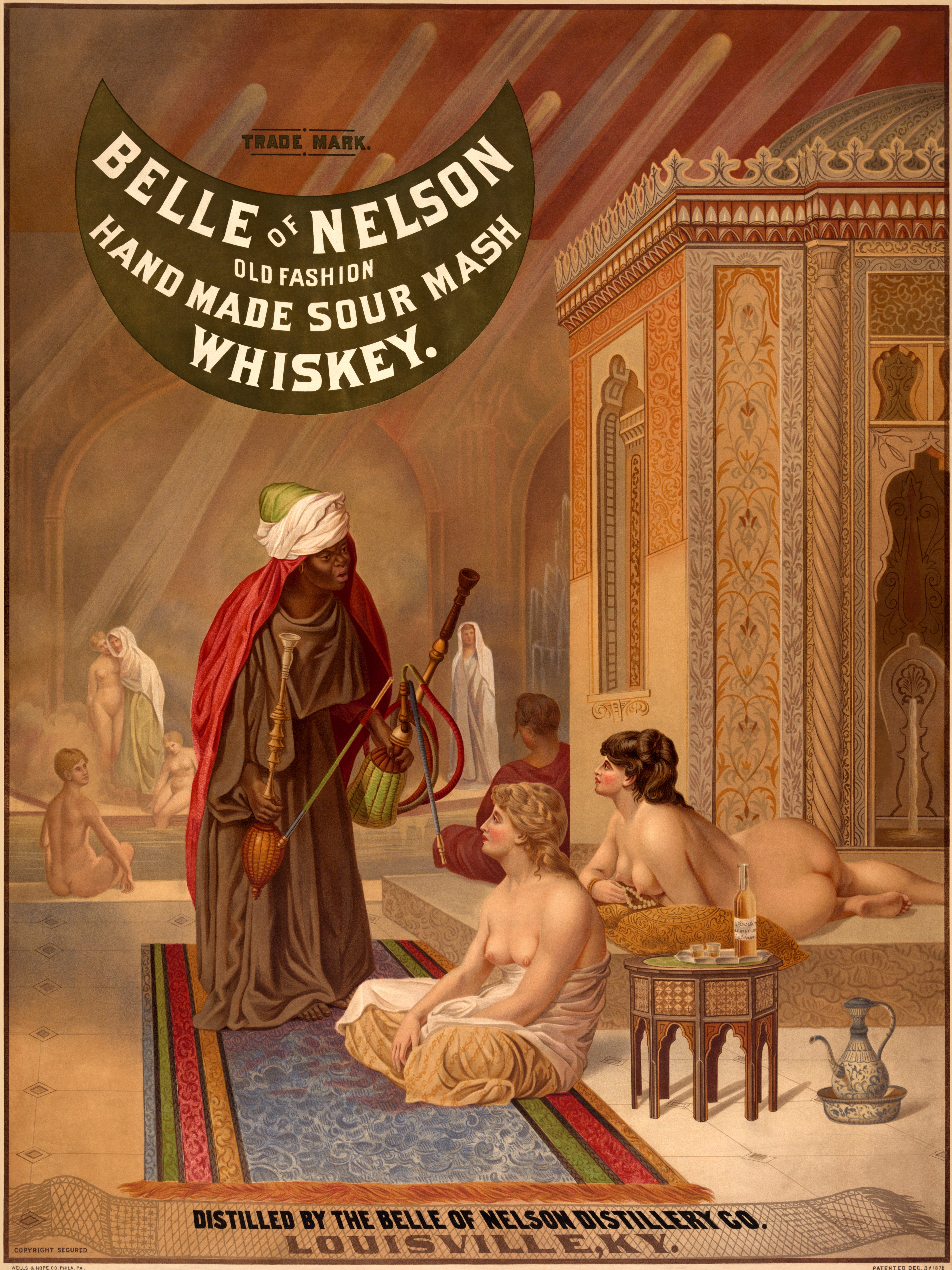
Affiche de Belle of Nelson pour son whisky sour mash

Le sour mash (litt. moût aigre) est un procédé qui consiste à utiliser une partie de la fermentation précédente dans le moût (mash) suivant pour donner plus de goût au whisky. Ce procédé est utilisé principalement dans la fabrication du bourbon et du Tennessee whiskey.